# Johan Vasquiz de Talaveira
Johan Vasquiz de Talaveira (fl. XIII secolo) è stato un trovatore castigliano, originario di Talavera e attivo nel terzo quarto del XIII secolo.
È autore di venti componimenti poetici: quattro cantiga de amor, una cantiga de amor burlesca, otto cantiga de amigo, quattro cantigas de escarnio e tre tenzoni con Pedro Amigo de Sevilha, Johan Airas e Lourenço.